# Аттический год
Аттический год — земной год в исчислении древних греков, один из древнегреческих календарей. Как и год по Григорианскому календарю, делился на 12 месяцев. Начинался летом. Названия месяцев в аттическом календаре:
1. гекатомбео́н (др.-греч. Ἑκατομβαιών, «месяц жертвоприношения (Гекатомбы)») — вторая половина июля — первая половина августа;
2. метагитнио́н (др.-греч. Μεταγειτνιών, «месяц новоселий») — вторая половина августа — первая половина сентября;
3. боэдромио́н (др.-греч. Βοηδρομιών, «месяц праздника Аполлона Боэдромия, помощника в битвах (Боэдромии)»[2]) — вторая половина сентября — первая половина октября;
4. пианепсио́н (др.-греч. Πυανεψιών, «месяц праздника Варки бобов») — вторая половина октября — первая половина ноября;
5. мемактерио́н (др.-греч. Μαιμακτηριών, «месяц бурь») — вторая половина ноября — первая половина декабря;
6. посидео́н (др.-греч. Ποσιδειών, «месяц Посейдона») — вторая половина декабря — первая половина января;
7. гамелио́н (др.-греч. Γαμηλιών, «месяц свадеб») — вторая половина января — первая половина февраля;
8. антестерио́н (др.-греч. Ανθεστηριών, «месяц праздника Виноградной лозы (Анфестерии, в честь Диониса)») — вторая половина февраля — первая половина марта;
9. элафеболио́н (др.-греч. Ἐλαφηβολιών, «месяц праздника Охоты (в честь Артемиды)») — вторая половина марта — первая половина апреля;
10. мунихио́н (др.-греч. Μουνυχιών, «месяц Мунихии (Артемиды)») — вторая половина апреля — первая половина мая;
11. таргелион (др.-греч. Θαργηλιών, «месяц жатвы») — вторая половина мая — первая половина июня;
12. скирофорио́н (др.-греч. Σκιροφοριών, «месяц праздника Скирофорий (Ношения Полога — белый полог носился во время религиозных процессий в честь Афины)») — вторая половина июня — первая половина июля.

Названия аттических месяцев не всегда совпадали с названиями месяцев в других полисах Древней Греции.